# 道の駅三本木

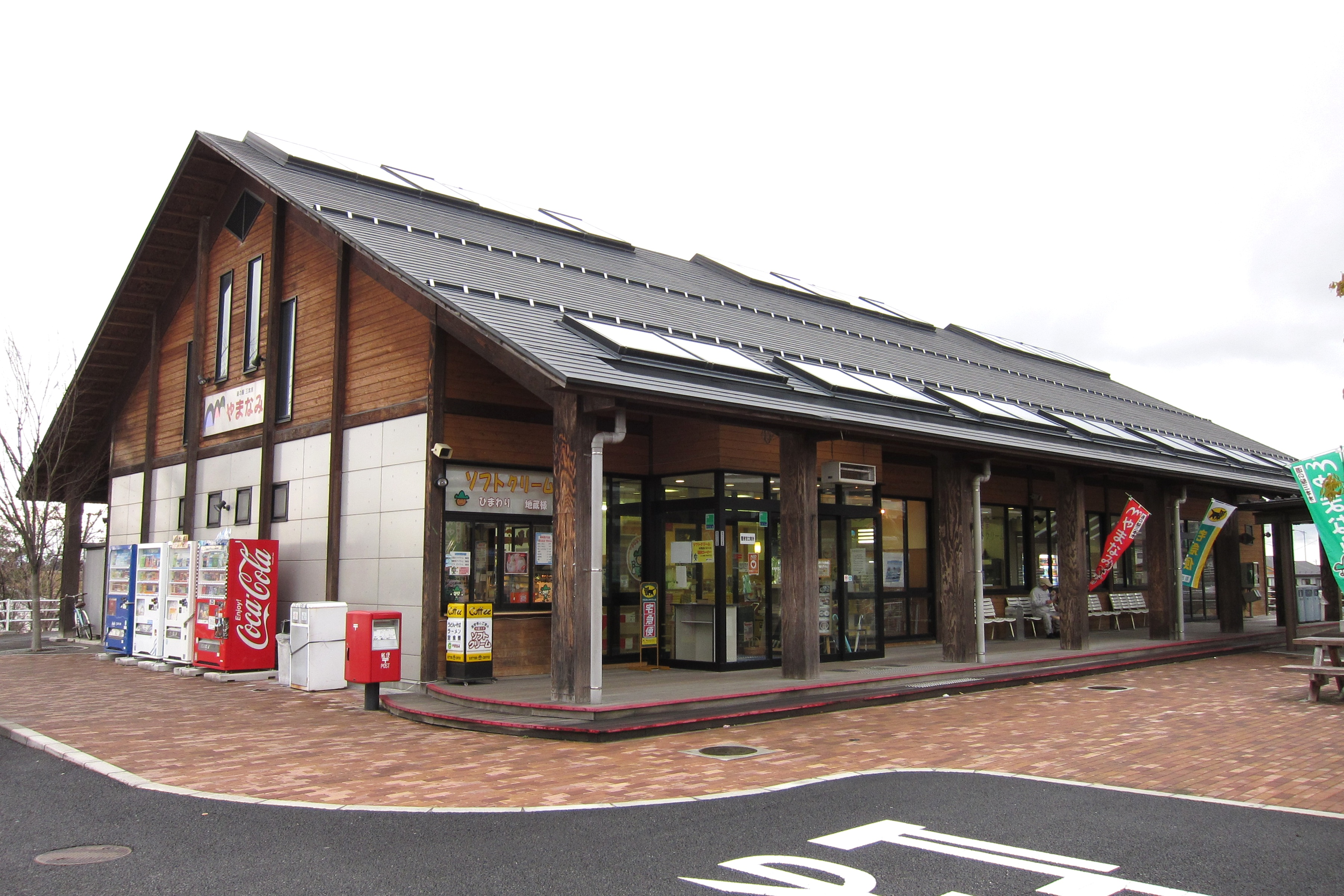
物産館「やまなみ」

道の駅三本木（みちのえき さんぼんぎ）は、宮城県大崎市にある国道4号の道の駅である。愛称はやまなみ。大崎市三本木振興公社がこれを運営する。

## 施設

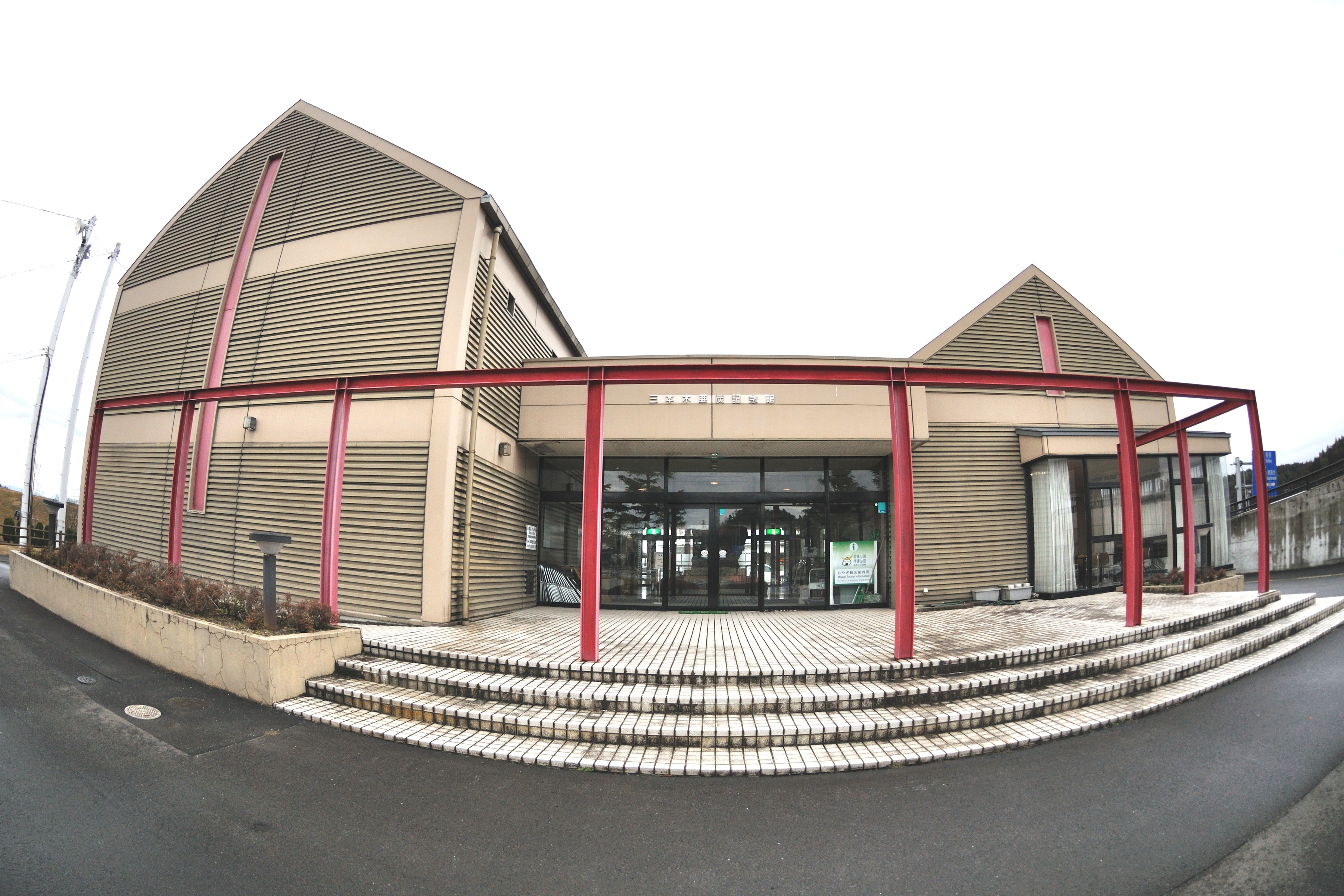
大崎市三本木亜炭記念館

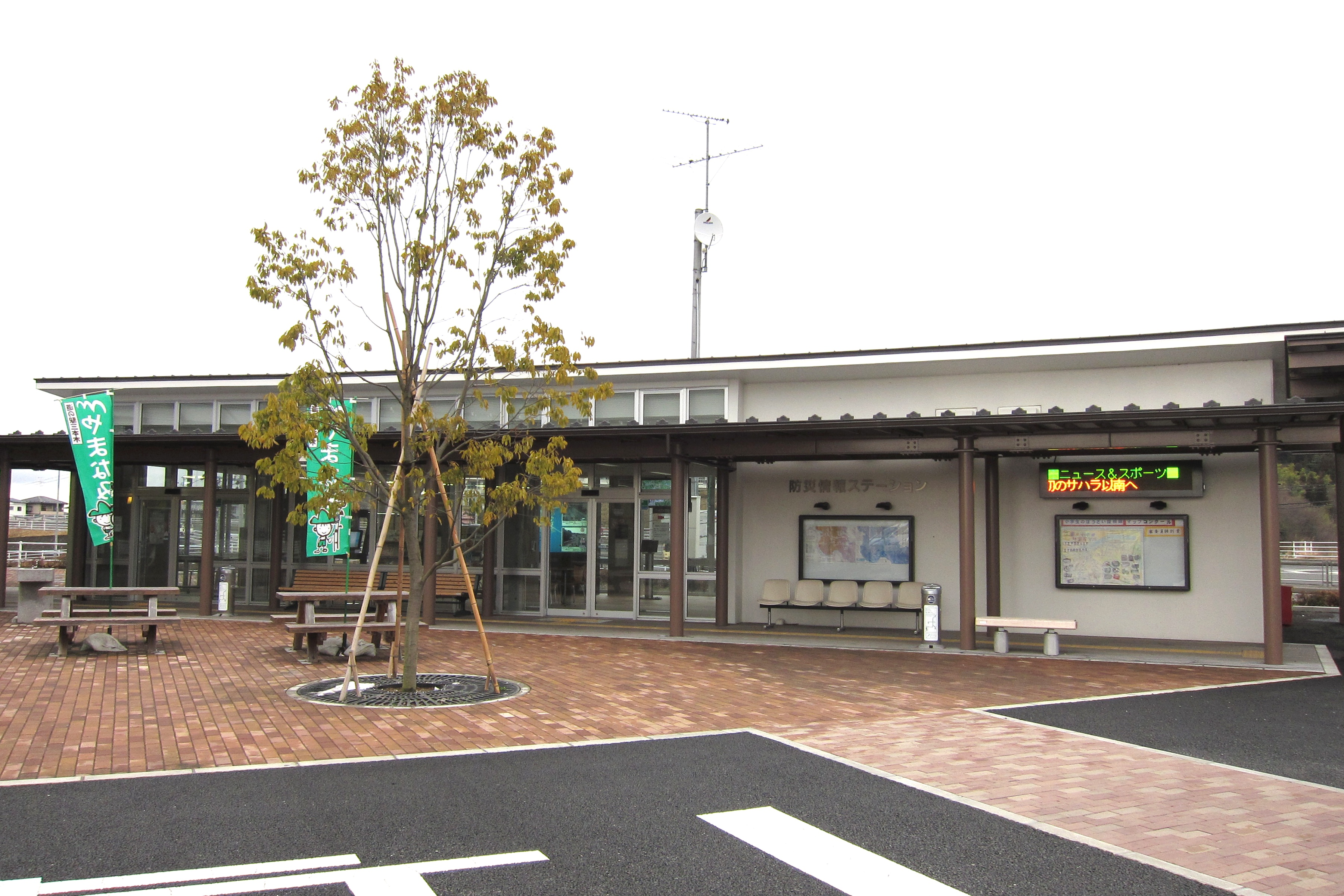
防災情報ステーション

敷地内にある物産館および大崎市三本木亜炭記念館は、大崎市が「大崎市三本木地域農林産物展示販売施設条例」および「大崎市三本木亜炭記念館条例」に基づいて、農林業の振興や亜炭関連資料の収集・展示などを目的に設置している施設であり、2009年（平成21年）4月1日から2011年（平成23年）3月31日までの指定管理者に選定された株式会社大崎市三本木振興公社が、管理・運営を行っている。
また防災情報ステーションは、国土交通省が設置したものである。
- 駐車場
  - 普通車：125台
  - 大型車：29台
  - 身障者用：4台
- トイレ
  - 男：大 9器（7器）、小 17器（15器）
  - 女：16器（14器）
  - 身障者用：5器（4器）

※（）内は、24時間利用可能
- 公衆電話：2台
- 大崎市三本木亜炭記念館（資料館）[5]
- 物産館「やまなみ」（4月 - 11月、9:00 - 19:00 12月 - 3月、9:00 - 18:00）
  - 農林産物販売
  - レストラン「やまなみ」（4月 - 11月、9:00 - 18:30 12月 - 3月、9:00 - 17:30）
  - 道路情報コーナー
  - 休憩コーナー
- 防災情報ステーション

## 沿革
- 1989年4月 - 三本木町亜炭記念館開設。
- 1995年4月11日 - 建設省東北地方建設局により道の駅として指定。
- 2001年4月3日 - 物産館「やまなみ」開設。
- 2006年3月31日 - 自治体合併に伴い大崎市の施設となり、三本木町亜炭記念館は大崎市三本木亜炭記念館と改名。
- 2009年2月 - 防災情報ステーション開設。

## アクセス
- 国道4号 三本木バイパス - 登録路線
  - 宮城県道56号仙台三本木線
  - 宮城県道157号中新田三本木線
- 東北自動車道 三本木PA/スマートIC - 県道56号経由

## 周辺

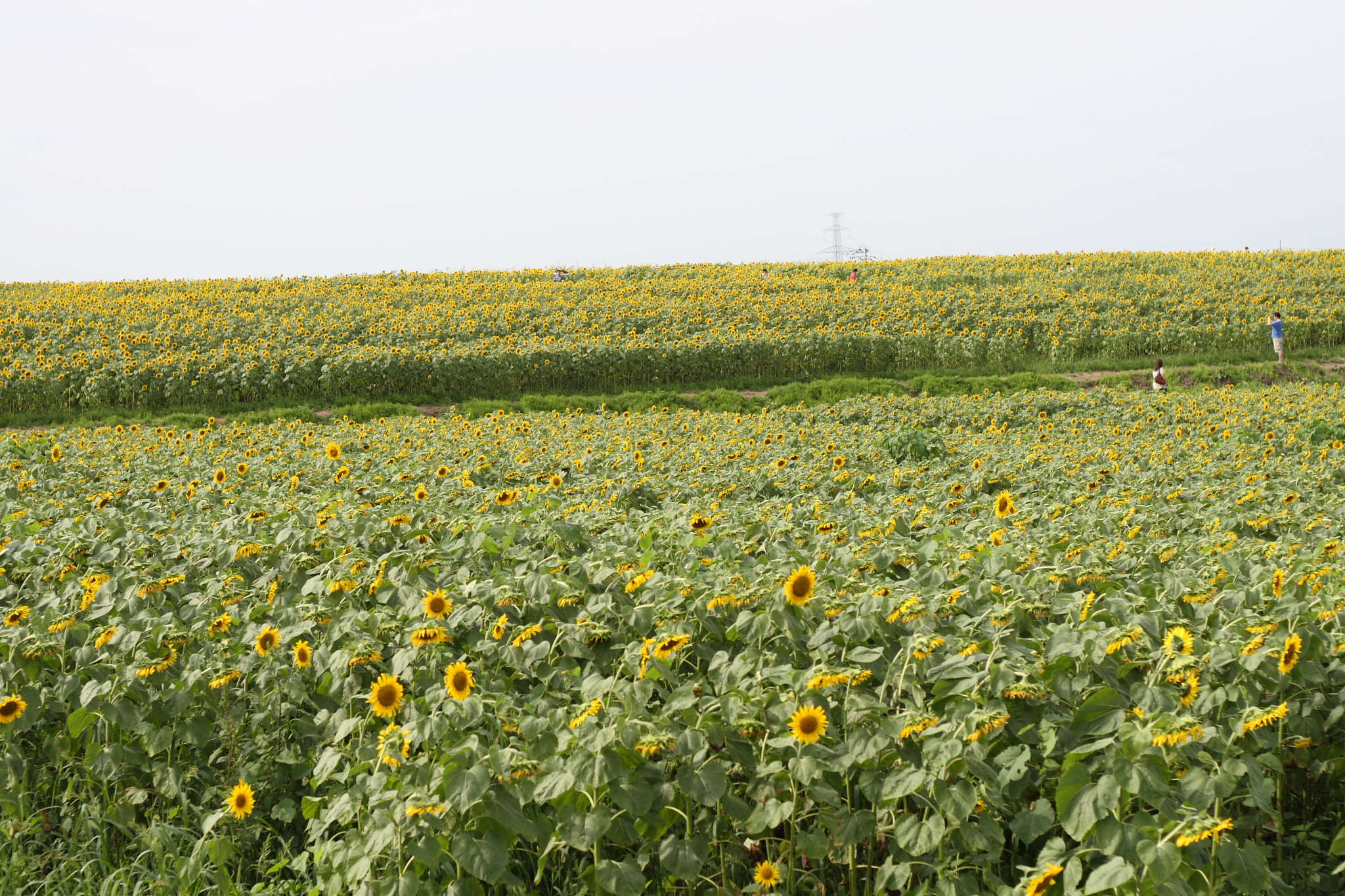
ひまわりの丘。

道の駅三本木は大崎平野南辺を東流する鳴瀬川に架けられた同バイパス三本木大橋の南詰にあり、大崎市役所三本木総合支所（旧三本木町役場）や日本一の高さの大豆坂地蔵尊（おおまめざかじぞうそん）が隣接する。この道の駅の出入口の1つとなっている三本木町大豆坂交差点には、東北自動車道の三本木パーキングエリアスマートインターチェンジへの接続路の1つが交わる。
この道の駅の西方には菜の花やヒマワリが一面に咲き誇るひまわりの丘がある。